# Montier-en-Der
Montier-en-Der je francouzská obec, která se nachází v departementu Haute-Marne, v regionu Champagne-Ardenne.

## Poloha
Obec má rozlohu 27,79 km². Nejvyšší bod je položen 160 m n. m. a nejnižší bod 120 m n. m.

## Kultura
Od roku 2005 se zde koná pravidelně každý rok třetí čtvrtek v listopadu Festival international de la photo animalière et de nature (Mezinárodní festival fotografie zvířat a přírody). Akce přiláká minimálně 45000 návštěvníků a je největší svého druhu v Evropě.

## Obyvatelstvo
Počet obyvatel obce je 2 091 (2011).
Následující graf zobrazuje vývoj počtu obyvatel v obci:

## Galerie

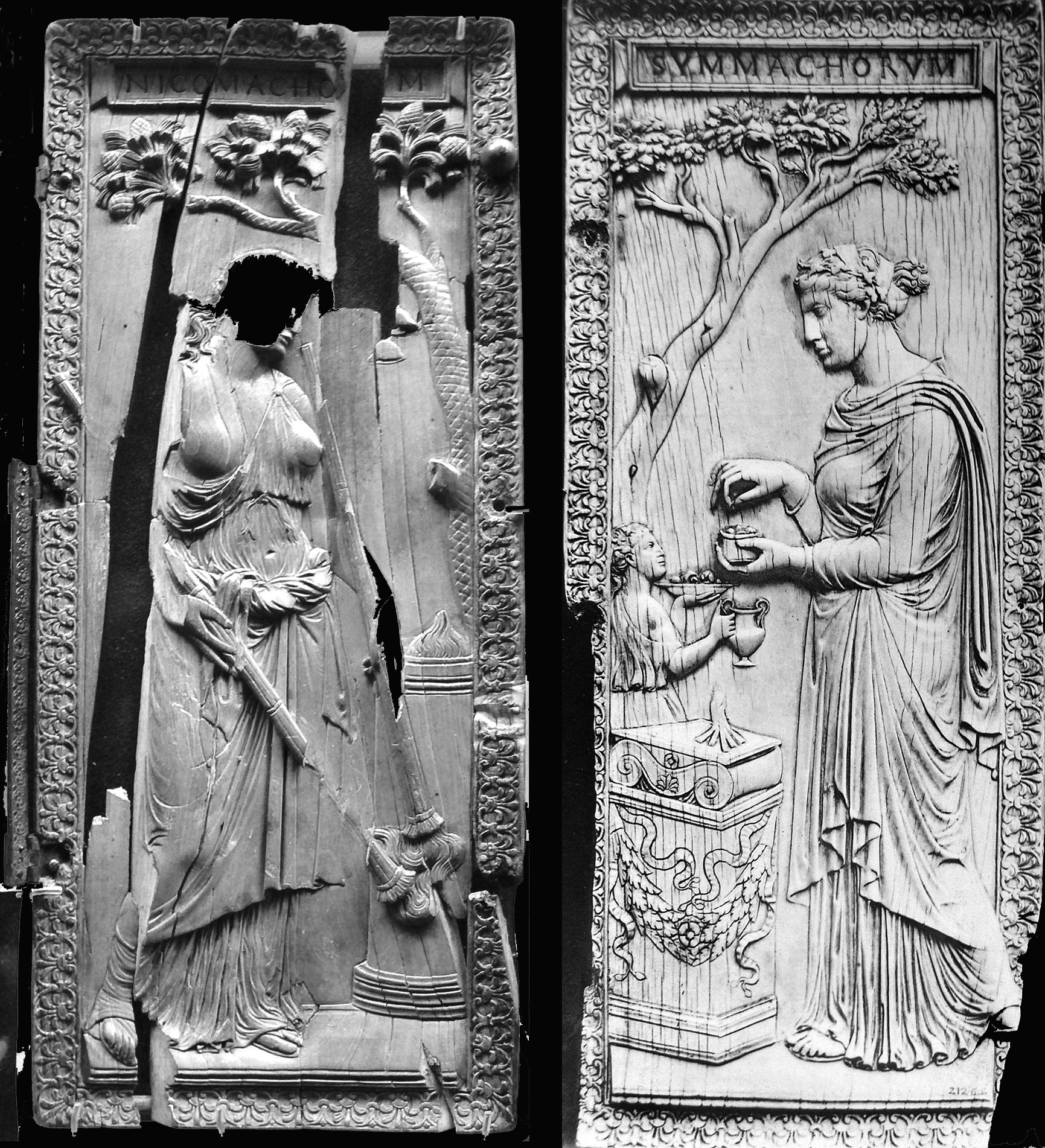
Diptych Nicomachi-Symmachi
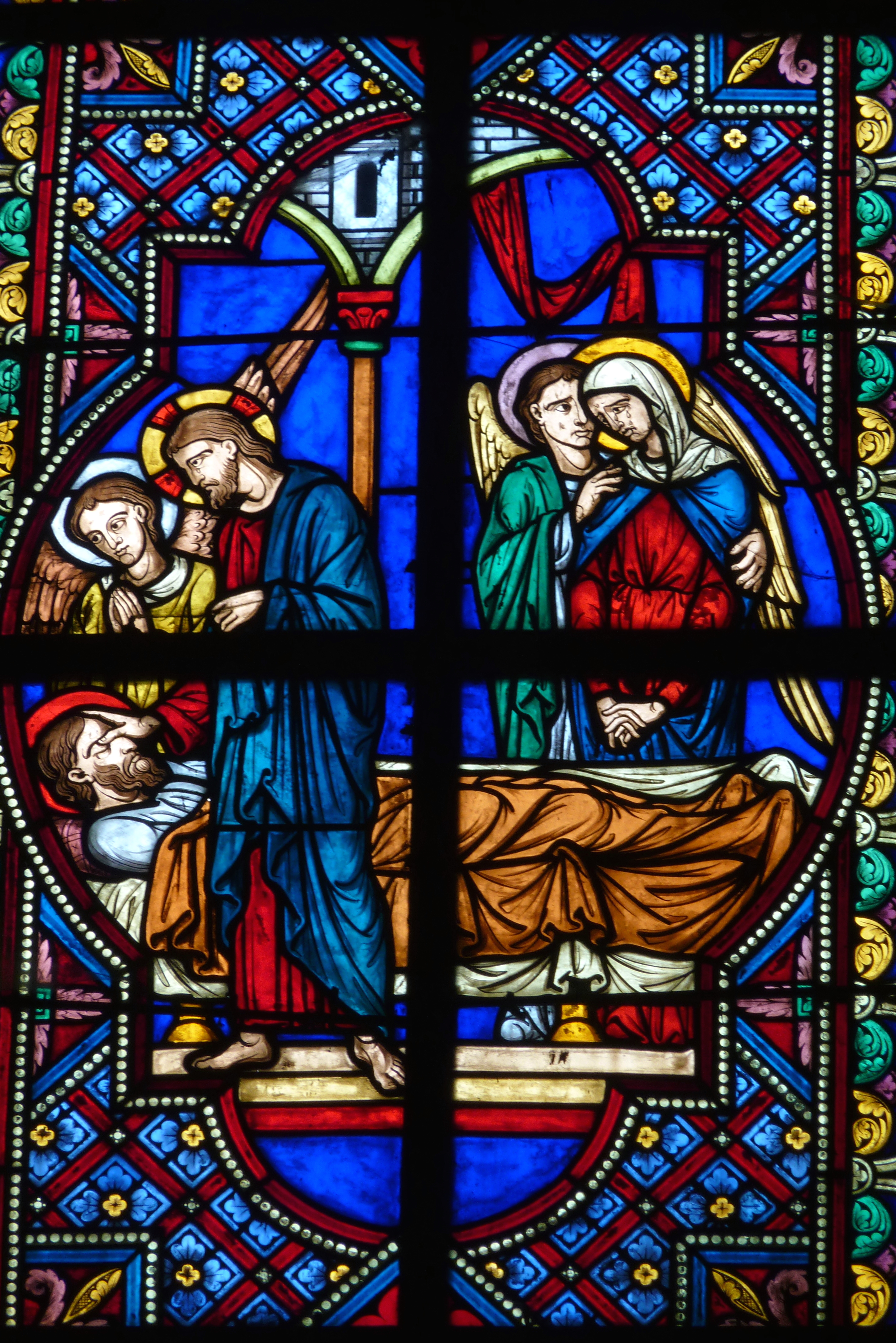
Montier-en-Der Saint-Pierre-et-Saint-Paul
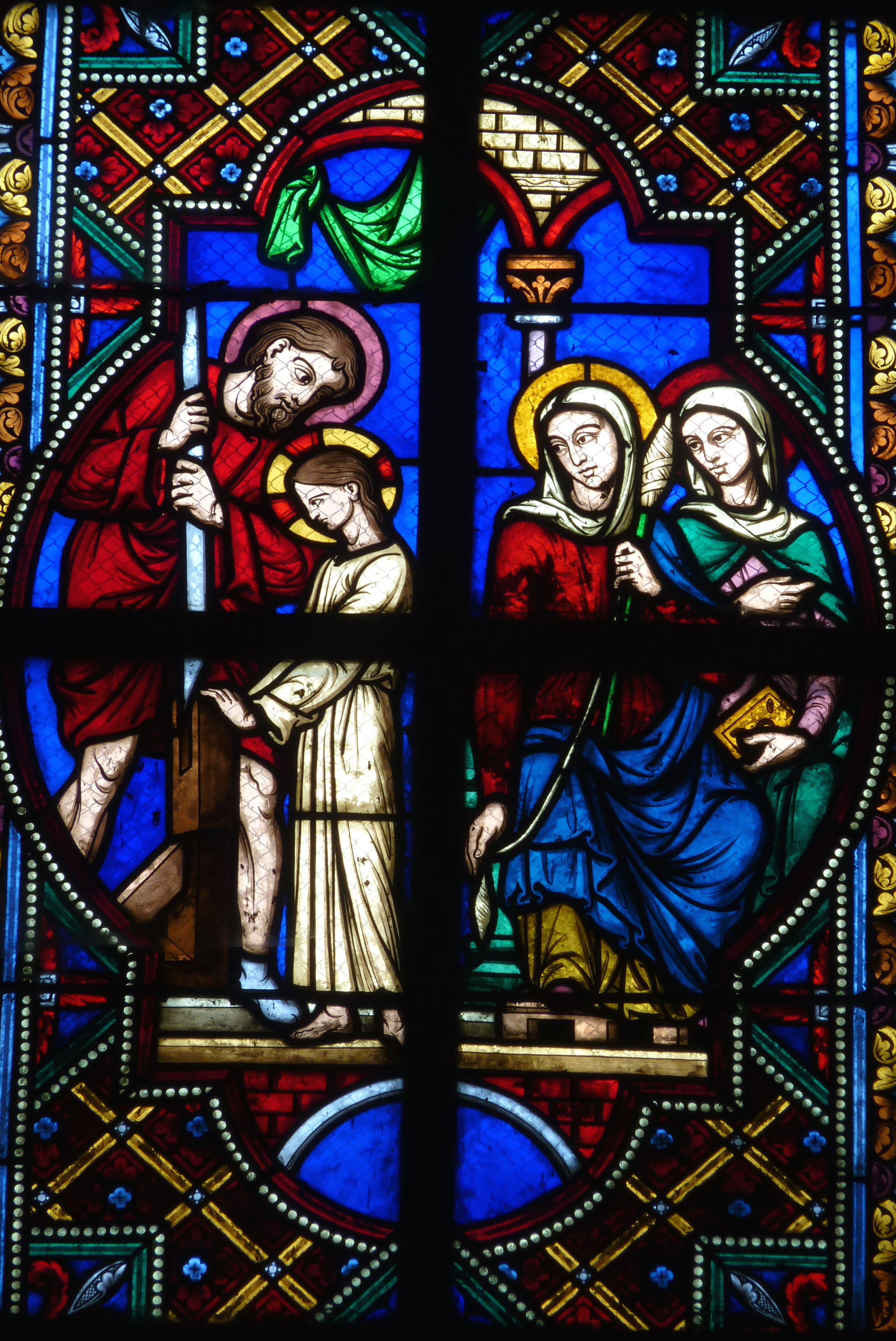
Montier-en-Der Saint-Pierre-et-Saint-Paul
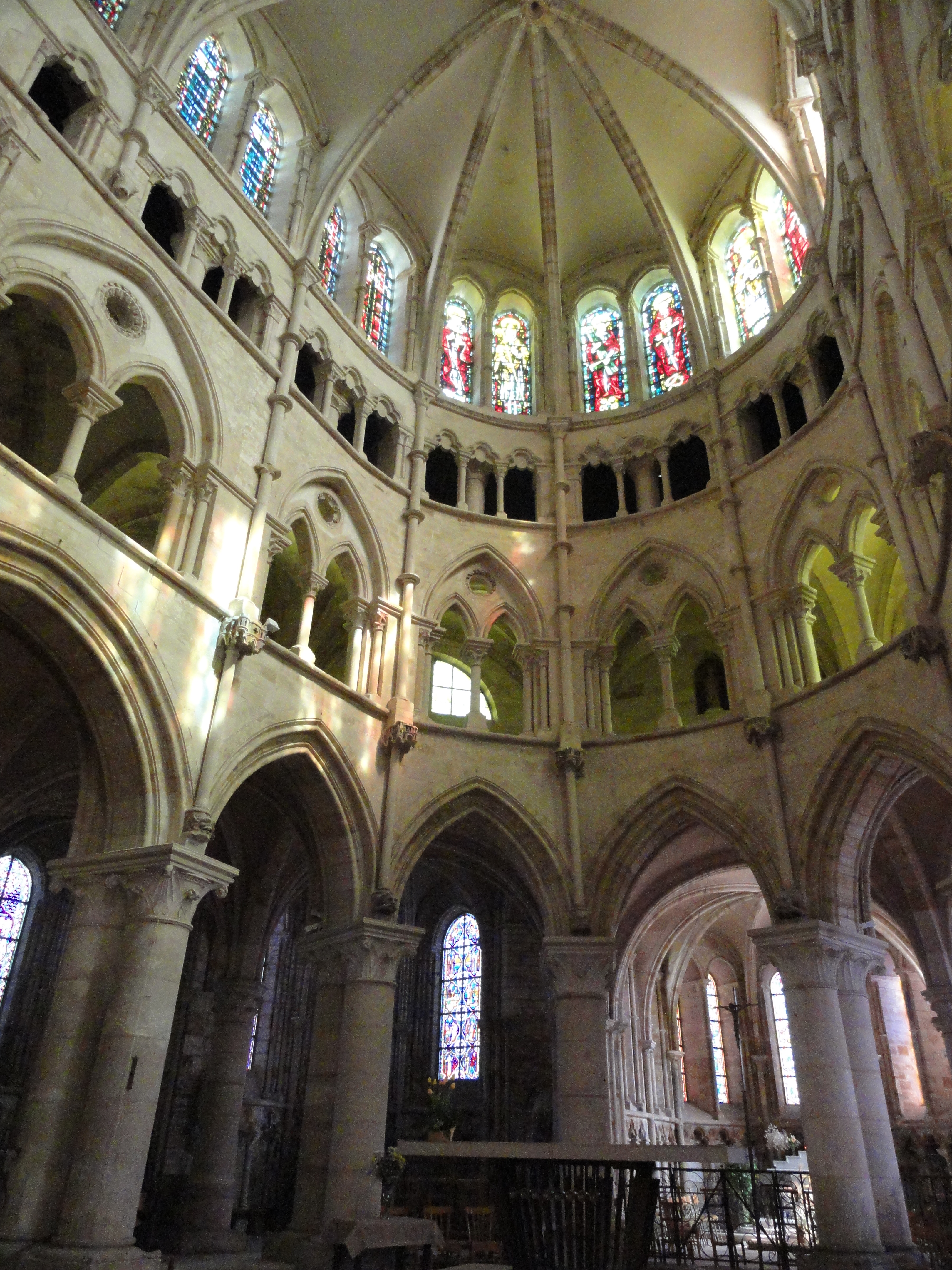
Abbatiale-Montier
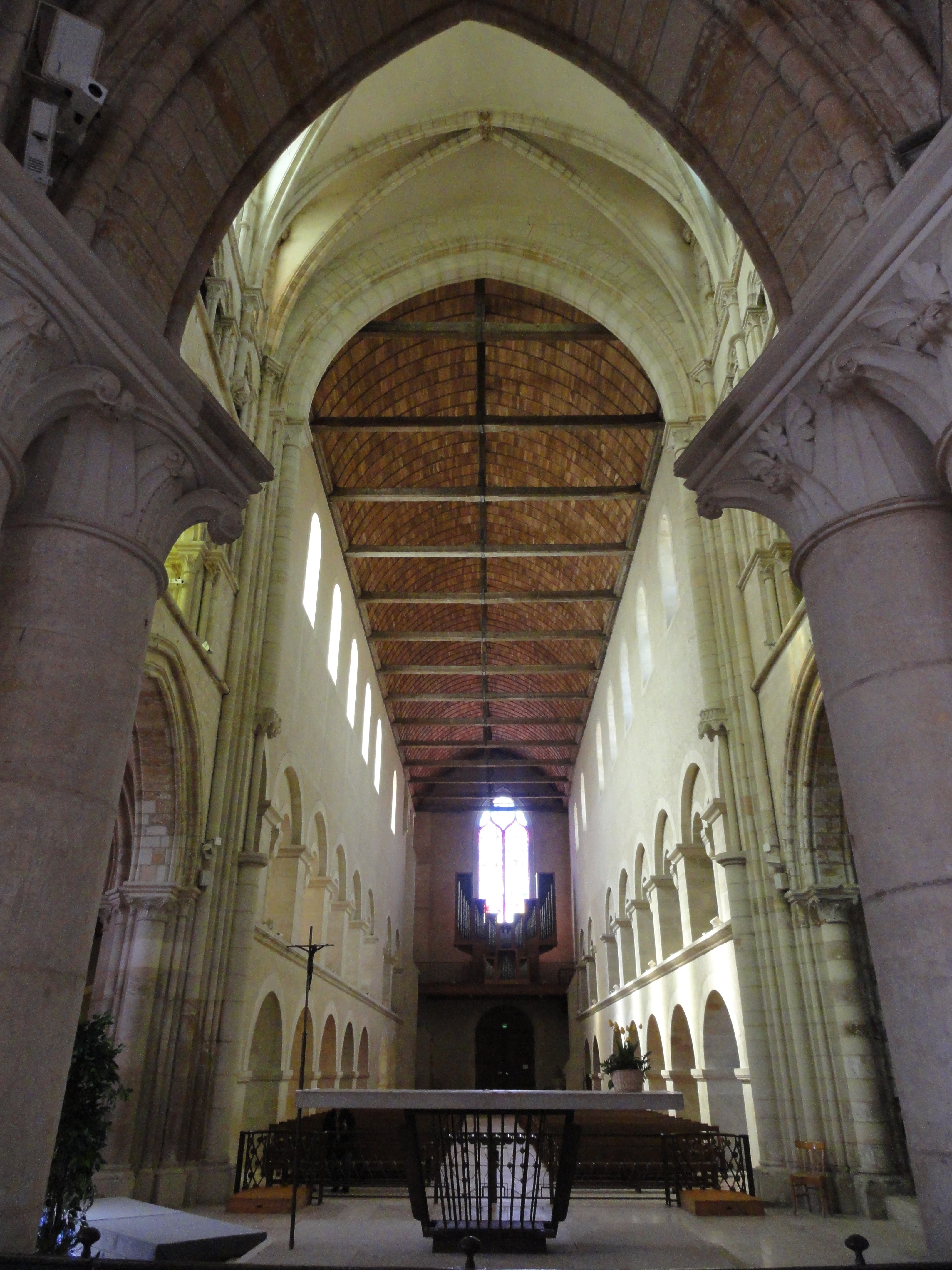
Abbatiale-Montier
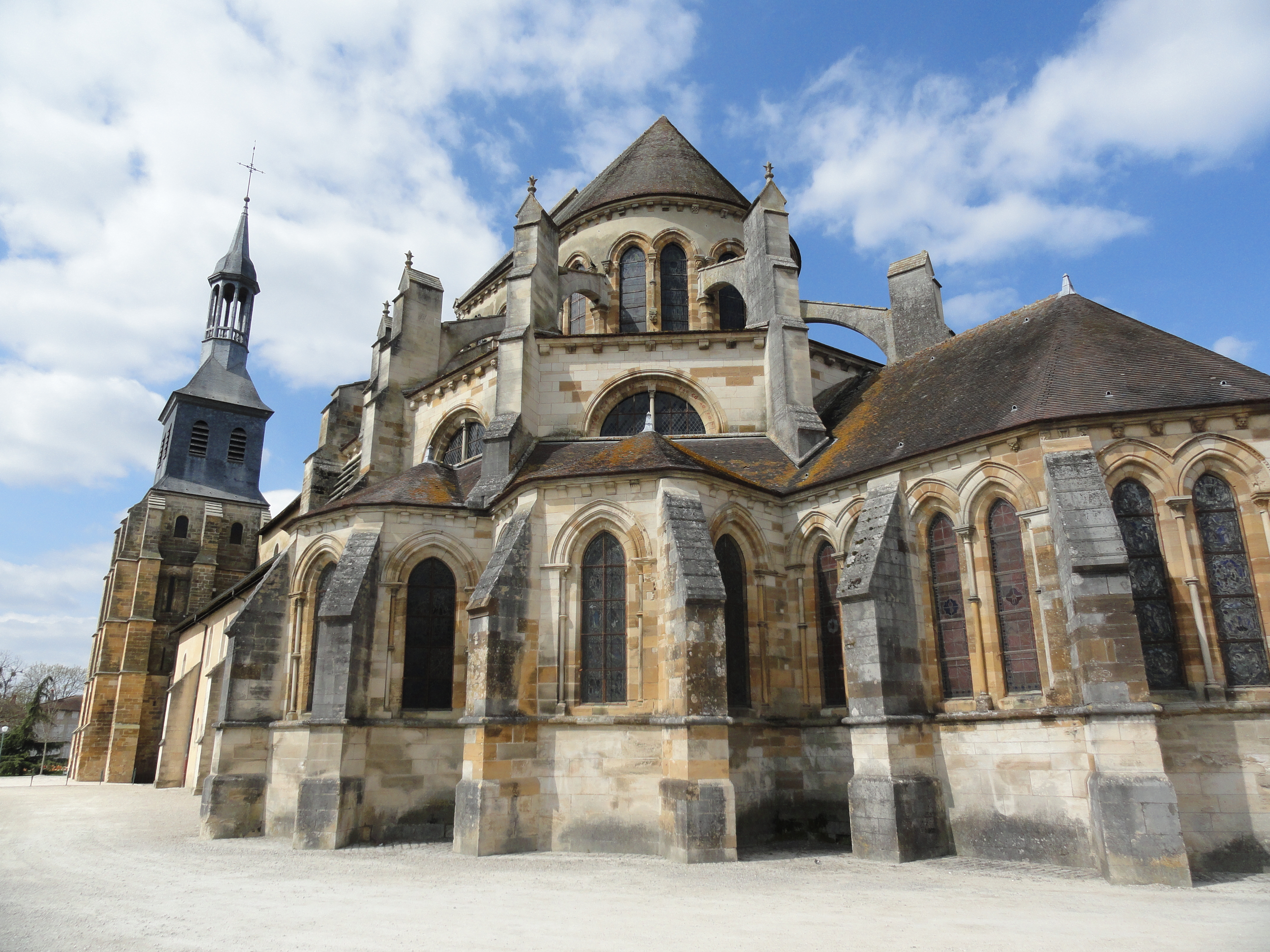
Abbatiale-Montier